# Gaspard Praire-Montaut
Gaspard Joseph Praire-Montaut est un homme politique français né et décédé à une date inconnue.
Administrateur du district de Saint-Étienne, il est élu député de la Loire au Conseil des Cinq-Cents le 23 vendémiaire an IV, siégeant à droite. Il est exclu du conseil après le coup d’État du 18 fructidor an V et doit s'exiler. Il ne peut revenir en France que sous le Consulat.

## Sources
- « Gaspard Praire-Montaut », dans Adolphe Robert et Gaston Cougny, Dictionnaire des parlementaires français, Edgar Bourloton, 1889-1891 [détail de l’édition]